# MISD
Na computação, MISD (Multiple Instruction, Single Data) é um tipo de arquitetura de computação paralela, onde muitas unidades funcionais executam operações diferentes sobre os mesmos dados. Arquiteturas pipeline pertencem a este tipo, apesar de que um purista poderia dizer que os dados são diferentes após o processamento por cada fase do pipeline. Tolerante a falhas computadores executando as mesmas instruções redundantemente, a fim de detectar erros e máscara, de uma forma conhecida como replicação de dados, pode-se considerar que pertencem a este tipo. Não há muitos exemplos da existência desta arquitectura, como MIMD e SIMD, e são muitas vezes mais adequado para dados comum paralelo técnicas. Especificamente, eles permitem melhor escalonamento e da utilização de recursos computacionais que MISD faz.